# Liste von Yachthäfen in Frankreich

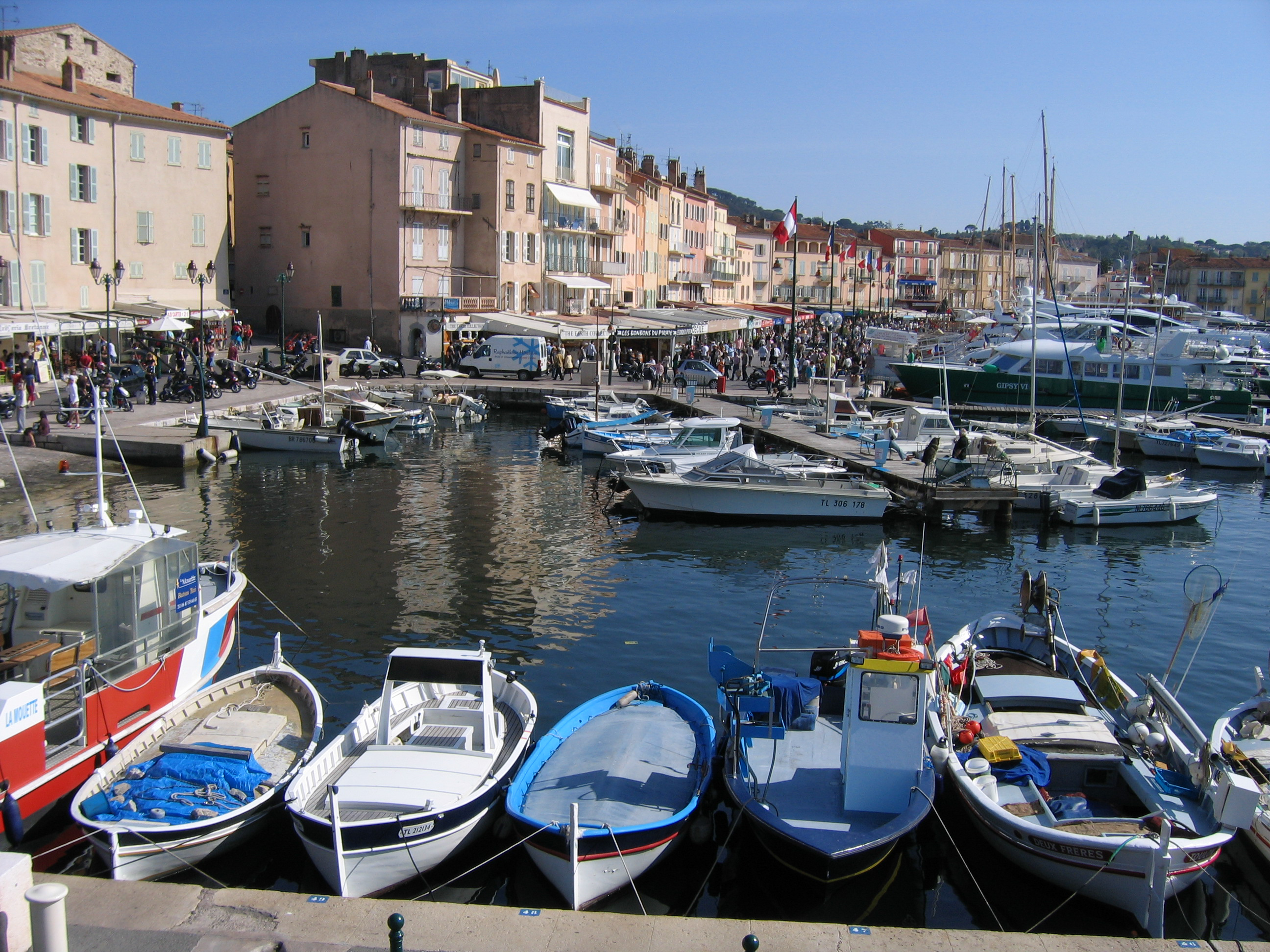
Yachthafen von Saint-Tropez

Diese Liste der Yachthäfen in Frankreich enthält die an den Küsten des französischen Mutterlandes (France métropolitaine) einschließlich Korsika für die Freizeitschifffahrt eingerichteten Yachthäfen mit mehr als 500 Liegeplätzen. Die Zahl der Plätze wurde abgerundet (Stand 2004). 

## Ärmelkanal
- Dunkerque (+ Gravelines): 1200
- Boulogne-sur-Mer: 500
- Dieppe: 500
- Saint-Valéry-en-Caux: 600
- Fécamp: 650
- Le Havre: 1050
- Deauville, Port-Deauville: 1100
- Dives-sur-Mer: 600
- Ouistreham: 650
- Courseulles-sur-Mer: 750
- Saint-Vaast-la-Hougue: 700
- Cherbourg: 1400
- Granville: 1100
- Saint-Malo: 1250
- Saint-Quay-Portrieux: 1000
- Lézardrieux: 700
- Perros-Guirec: 700
- Trébeurden: 650

## Atlantik
- Brest (Moulin Blanc): 1500
- Crozon-Morgat: 700
- Loctudy: 700
- Bénodet: 700
- Sainte-Marine: 800
- La Forêt-Fouesnant: 1000
- Bucht von Lorient (Lorient Centre, Kernevel,
Locmiquélic, Port-Louis): 1600
- Quiberon Port Haliguen: 1100
- La Trinité-sur-Mer: 1150
- Arzon (Crouesty): 1430
- La Roche-Bernard: 500
- Arzal: 900
- Piriac-sur-Mer: 650
- La Turballe: 320
- La Baule – Le Pouliguen: 700
- Pornichet: 1150
- Pornic: 900
- Île d’Yeu: 500
- Saint-Gilles-Croix-de-Vie: 900
- Les Sables-d’Olonne (Port Olona): 1100
- Talmont-Saint-Hilaire (Port-Bourgenay): 600
- Ars-en-Ré: 550
- La Rochelle: 3500
- Saint-Denis-d’Oléron: 750
- Royan: 1000
- Le Verdon-sur-Mer (Port Médoc): 800
- Arcachon: 2600
- Capbreton: 950
- Hendaye: 700

## Mittelmeer
- Argelès-sur-Mer: 1000
- Saint-Cyprien: 2200
- Canet-en-Roussillon: 1000
- Saintes-Maries-de-la-Mer: 510
- Barcares (Port Saint Ange): 750
- Port-Leucate: 1100
- Gruissan (2 Häfen): 1300
- Narbonne-Plage: 600
- Cap d’Agde: 2450
- Frontignan: 600
- Palavas-les-Flots: 1020
- Carnon: 700
- La Grande Motte: 1430
- Le Grau-du-Roi (Port Camargue): 4600
- Port-Saint-Louis-du-Rhône
(3 Häfen): 700 (+ 2200 am Dock)
- Fos-sur-Mer (Saint Gervais): 840
- Carry-le-Rouet: 560
- Marseille (6 Häfen): 6900
- La Ciotat (2 Häfen): 1400
- Saint-Cyr-sur-Mer les Lecques: 600
- Bandol: 1600
- Sanary: 650
- Le Brusc: 600
- Saint-Pierre-les-Embiez: 800
- Saint-Mandrier (2 Häfen): 1100
- Toulon (3 Häfen): 1250
- Hyères: 1350
- Porquerolles: 500
- La Londe-les-Maures
(Port Miramar): 1150
- Bormes-les-Mimosas: 950
- Le Lavandou: 1050
- Cavalaire (2 Häfen): 1100
- Saint-Tropez: 800
- Cogolin (2 Häfen): 1750
- Port Grimaud: 2400
- Sainte-Maxime (2 Häfen): 750
- Les Issambres (2 Häfen): 600
- Fréjus: 700
- Saint-Raphaël (2 Häfen): 1750
- Mandelieu-la-Napoule (2 Häfen): 1300
- Cannes (3 Häfen): 1650
- Golfe-Juan (2 Häfen): 1700
- Juan-les-Pins: 500
- Antibes: 1700
- Saint-Laurent-du-Var: 1100
- Nice: 500
- Saint-Jean-Cap-Ferrat: 550
- Beaulieu-sur-Mer: 750
- Monaco (Port Hercule): 700
- Menton (2 Häfen): 1400
- Saint-Florent: 800
- Ajaccio (2 Häfen): 1100
- Bastia (2 Häfen): 650
- Macinaggio: 600